# حقل التيم النفطي
حقل التيم حقل نفط يقع في الريف الغربي لمحافظة دير الزور شرق سورية ضمن بادية الشام.

## الحقل خلال الثورة السورية
خلال الحرب الأهلية السورية، سيطرت فصائل المعارضة السورية على الحقل أواخر عام 2012. عند نهاية الحرب كان الحقل تحت سيطرة الفيلق الخامس للجيش السوري، المدعوم من القوات الروسية.